# Menlo (Iowa)
Menlo es una ciudad situada en el condado de Guthrie, Iowa, Estados Unidos. Tiene una población estimada, a mediados de 2023, de 343 habitantes.

## Geografía
La localidad está ubicada en las coordenadas 41°31′20″N 94°24′14″O / 41.52222, -94.40389 (41.522126, -94.403754). Según la Oficina del Censo, tiene una superficie de 1.28 km², correspondientes en su totalidad a tierra firme.

## Demografía
Según el censo de 2020, en ese momento había 345 personas residiendo en la localidad. La densidad de población era de 269.53 hab./km². El 91.59% de los habitantes eran blancos, el 0.87% eran amerindios, el 2.03% eran de otras razas y el 5.51% eran de una mezcla de razas. Del total de la población, el 0.87% eran hispanos o latinos de cualquier raza.